# Сапожков Хутор
Сапожков Хутор (укр. Сапожків Хутір; до 2016 г. — Кра́сное) — село в Новгород-Северском районе Черниговской области Украины. Население — 272 человека. Занимает площадь 0,46 км².
Почтовый индекс: 16007. Телефонный код: +380 4658.

## Власть
Орган местного самоуправления — Орловский сельский совет. Почтовый адрес: 16070, Черниговская обл., Новгород-Северский р-н, с. Орловка, ул. Шевченко, 70. Тел.: +380 (4658) 3-55-41; факс: 3-55-32.